# American Recordings
American Recordings este o casă de discuri americană fondată în anul 1988.